# 花田勝重
花田 勝重（はなだ かつしげ、1958年（昭和33年）7月14日 - ）は、日本の政治家。愛知県東海市長（2期）。

## 来歴
1981年（昭和56年）3月、愛知工業大学工学部土木工学科卒業。同年4月、東海市役所に入庁。
2020年（令和2年）4月、東海市副市長就任。
2021年（令和3年）4月25日に投開票が行われた東海市長選挙では現職鈴木淳雄の市政継承を掲げ、元外交官の川田義光を破り初当選した。
2025年（令和7年）4月20日に投開票の東海市長選挙では無投票で再選した。

## 市政
- 2023年（令和5年）4月1日、LGBTなど性的少数者のカップルが婚姻に相当する関係にあると認める「パートナーシップ宣誓制度」を導入した[5]。